# Paratropus tenuis
Paratropus tenuis är en skalbaggsart som beskrevs av Kanaar 2004. Paratropus tenuis ingår i släktet Paratropus och familjen stumpbaggar. Inga underarter finns listade i Catalogue of Life.